# Идзу (полуостров)
Идзу (на японски: 紀伊半島, Kii Hantō)) е полуостров в Япония, в южната част на остров Хоншу, вдаващ се на около 60 km на юг в Тихия океан. Разположен е между заливите Сагами на изток и Суруга на запад. Ширината му варира от 15 до 34 km, а площта му е около 1500 km². Бреговете му са слабо разчленени, но има множество малки заливчета и полуострови. Изграден е от вулканични скали. Климатът е мек, а малките живописни заливчета и многочислените минерални източници са предпоставка за възникването на най-известните японски курорти (Атами, Ито и др.). Освен с курортите си полуостровът е известен със своите портокалови градини и множеството малки земеделско-рибарски селища по крайбрежието (Хигасиндзу, Симада, Мацудзаки и др.).